# Liste der Biografien/Fischer, D
Liste der Biografien |
Portal Biografien |
D Personensuche
# |
A |
B |
C |
D |
E |
F |
G |
H |
I |
J |
K |
L |
M |
N |
O |
P |
Q |
R |
S |
T |
U |
V |
W |
X |
Y |
Z |
?
 
Fa |
Fe |
Ff |
Fh |
Fi |
Fj |
Fk |
Fl |
Fm |
Fn |
Fo |
Fr |
Ft |
Fu |
Fy
 
Fia |
Fib |
Fic |
Fid |
Fie |
Fif |
Fig |
Fih |
Fii |
Fij |
Fik |
Fil |
Fim |
Fin |
Fio |
Fip |
Fiq |
Fir |
Fis |
Fit |
Fiu |
Fiv |
Fix |
Fiz
 
Fisa |
Fisb |
Fisc |
Fise |
Fish |
Fisi |
Fisk |
Fisl |
Fism |
Fiso |
Fisq |
Fiss |
Fist |
Fisu |
Fisz
 
Fisce |
Fisch |
Fiscu
 
Fischa |
Fischb |
Fischd |
Fische |
Fischg |
Fischh |
Fischi |
Fischl |
Fischm |
Fischn |
Fischo |
Fischt
 
Fisched |
Fischel |
Fischen |
Fischer |
Fischet
 
Fischer, A |
Fischer, B |
Fischer, C |
Fischer, D |
Fischer, E |
Fischer, F |
Fischer, G |
Fischer, H |
Fischer, I |
Fischer, J |
Fischer, K |
Fischer, L |
Fischer, M |
Fischer, N |
Fischer, O |
Fischer, P |
Fischer, R |
Fischer, S |
Fischer, T |
Fischer, U |
Fischer, V |
Fischer, W |
Fischer, X |
Fischer, Y |
Fischer, Z |
Fischera |
Fischerk |
Fischerm |
Fischern |
Fischero
Die Liste der Biografien führt alle Personen auf, die in der deutschsprachigen Wikipedia einen Artikel haben. Dieses ist eine Teilliste mit 30 Einträgen von Personen, deren Namen mit den Buchstaben „Fischer, D“ beginnt.

## Fischer, D

### Fischer, Da
- Fischer, Dagmar (* 1969), österreichische Autorin und Lyrikerin
- Fischer, Daniel (1695–1746), ungarischer Mediziner, Stadtarzt in Kežmarok, Mitglied der Leopoldina
- Fischer, Daniel (1773–1833), österreichischer Stahlwarenfabrikant
- Fischer, Daniel (1953–2015), Schweizer Rechtsanwalt und Professor
- Fischer, Daniel (* 1964), deutscher Astronom, Sachbuchautor und Wissenschaftsjournalist
- Fischer, Daniel (* 1976), deutscher Radio- und Fernsehmoderator
- Fischer, Daniel (* 1985), deutscher Skirennläufer
- Fischer, Daniel (* 1997), österreichischer Fußballspieler
- Fischer, Daniel Arthur (* 1987), Schauspieler
- Fischer, David (* 1870), deutscher Verwaltungsjurist und Bezirksamtsvorstand
- Fischer, David (1873–1934), deutscher Jurist, Verwaltungsbeamter und Politiker
- Fischer, David (* 1988), US-amerikanischer Eishockeyspieler
- Fischer, David Hackett (* 1935), US-amerikanischer Historiker

### Fischer, De
- Fischer, Deb (* 1951), US-amerikanische Politikerin
- Fischer, Debra (* 1953), US-amerikanische Astronomin, Professorin für Astronomie
- Fischer, Délia (* 1964), brasilianische Pianistin, Sängerin, Komponistin und Arrangeurin
- Fischer, Delia, österreichische Journalistin und Fußballfunktionärin
- Fischer, Denis (* 1978), deutscher Sänger und Schauspieler
- Fischer, Detlef B. (* 1952), deutscher Autor, Fotograf, Maler und ordinierter Bodhisattva-Mönch
- Fischer, Detlev (* 1950), deutscher Jurist

### Fischer, Di
- Fischer, Dieter (1936–2016), deutscher Fußballspieler (DDR)
- Fischer, Dieter (* 1942), deutscher Berufssoldat und Politiker (CDU), MdL
- Fischer, Dieter (* 1971), deutscher Fernseh- und TheaterschauspielerDieter Fischer (* 1971)

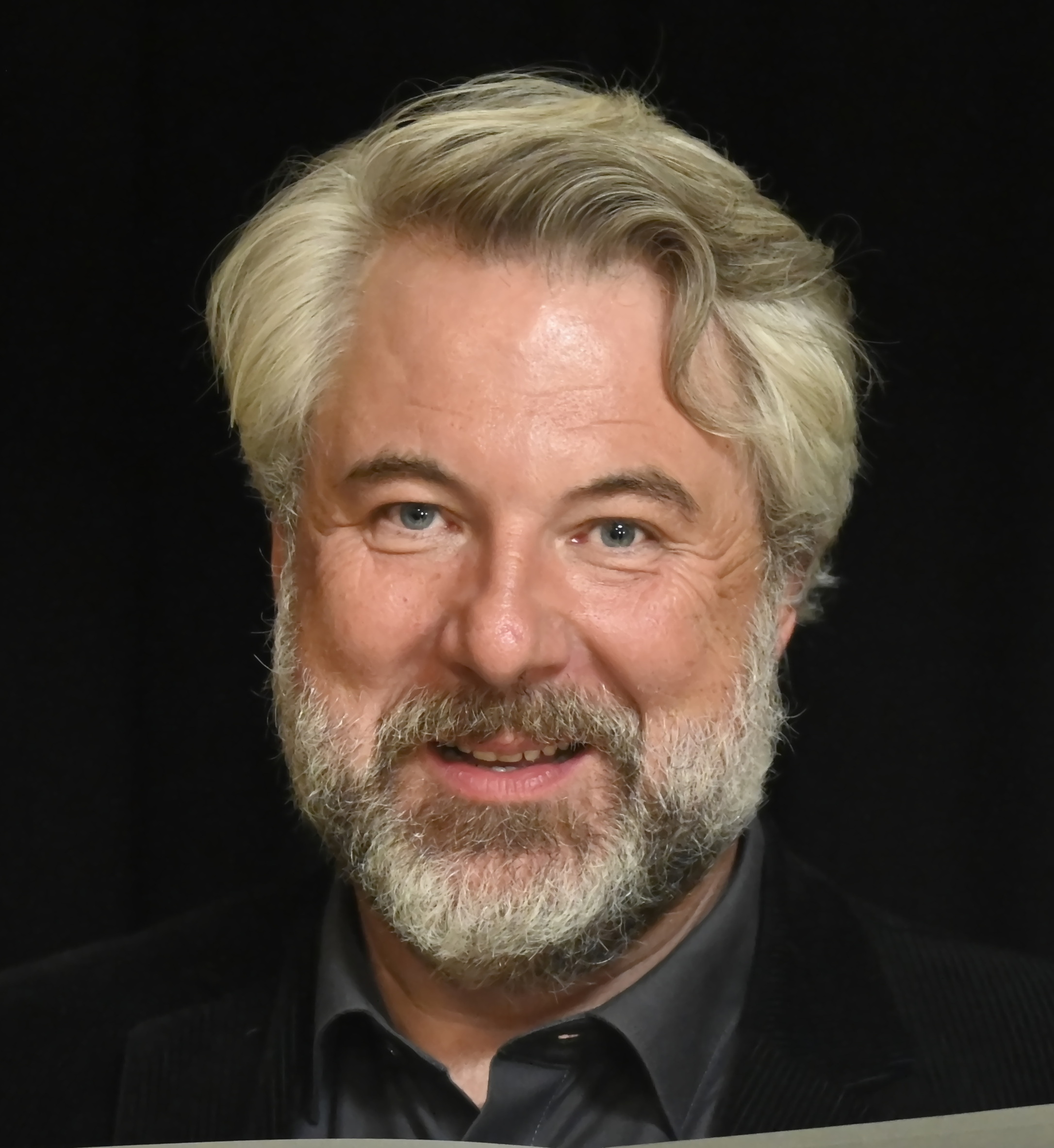
Dieter Fischer (* 1971)

- Fischer, Dirk (* 1943), deutscher Politiker (CDU), MdHB, MdB

### Fischer, Do
- Fischer, Doina (* 1969), österreichische Violinistin
- Fischer, D’or (* 1981), US-amerikanischer Basketballspieler
- Fischer, Doris (* 1962), deutsche Kunsthistorikerin und Denkmalpflegerin
- Fischer, Doris (* 1965), deutsche Wirtschaftswissenschaftlerin und Sinologin
- Fischer, Dorothea (* 1937), deutsche informelle Malerin und Zeichnerin

### Fischer, Dr
- Fischer, Drew (* 1980), kanadischer Fußballschiedsrichter